# Bingöl (stad)
Bingöl (Koerdisch: Çewlik) is de hoofdstad (İl Merkezi) van het gelijknamige district en de provincie Bingöl in Turkije. De plaats telt 283.276 inwoners.

## Verkeer en vervoer

### Wegen
Bingöl ligt aan de nationale wegen D300 en D950.
- Gemeinsame Normdatei: 4243380-0
- Library of Congress Control Number: n2005025088
- Nationale Bibliotheek van Israël: 987007484730305171
- TDVİA: bingol
- Virtual International Authority File: 151478846